# Krzysztof Tuczyński
Krzysztof Tuczyński de Wedel herbu własnego (ur. 1565 w Tucznie, zm. 6 stycznia 1649 w Tucznie) – kasztelan poznański i santocki.
Jako senator wziął udział w sejmach: 1618, 1619, 1623 i sejmie zwyczajnym 1629 roku.

## Pochodzenie rodziny
Urodził się jako syn Stanisława „Seniora” (1517–1578) i Katarzyny Opalińskiej herbu Łodzia, córki Macieja, kasztelana lędzkiego i wnuczki Piotra (zm. 1506), kasztelana lędzkiego. Wnuk Macieja Tuczyńskiego de Wedel żyjącego w latach (1438–1550), pierwszego z rodu który spolonizował nazwisko Wedel, zmieniając na Tuczyński de Wedel. Dziad Krzysztofa, Maciej Tuczyński według podania dożył wieku 112 lat.
Krzysztof był bratem Andrzeja (1561–1590), kanonika gnieźnieńskiego i Piotra (zm. 1590/1591). Czterokrotnie żonaty.
Pierwsza żona Marianna Zborowska, córka Andrzeja Zborowskiego, kasztelana bieckiego została zaślubiona 14 lutego 1593 roku. Zmarła przy narodzinach córki 17 marca 1594 roku.
Drugą żonę Annę Firlej, córkę Mikołaja wojewody krakowskiego poślubił w 1601 roku. Urodziła troje dzieci; Andrzeja (1602–1641), podkomorzego inowrocławskiego; Małgorzatę zamężną z Mikołajem Wejherem, wojewodą malborski i chełmskim; Mariannę, zamężną z Janem Sokołowskim, kasztelanem bydgoskim i starostą radziejowskim. Pozostałe dwie żony nie są bliżej znane.
Studiował na Uniwersytecie w Dillingen w 1583 roku i w Ingolstadt w 1585 roku.

## Pełnione urzędy
Pełnił urząd kasztelana santockiego w latach (1615–1623), następnie nominowany na kasztelana poznańskiego 1623–1649. Fundator kościoła jezuitów w Wałczu. W latach 1608–1631 wybudował dwa nowe skrzydła: południowe i zachodnie i wzniósł trzecią basztę narożną na zamku w Tucznie, rodzinnej siedzibie rodu.
Krzysztof Tuczyński był jednym z ostatnich seniorów feudalnych w Polsce, bowiem w dobrach tuczyńskich zachował się ustrój lenny czego przejawem były zobowiązania manów wobec seniora